# Senecio fremontii
Senecio fremontii (лат.) — травянистое растение, вид рода Крестовник (Senecio) семейства Астровые,  произрастающий в западной части Северной Америки. Назван в честь американского исследователя Джона Фримонта.

## Ботаническое описание
Senecio fremontii — низкорослое растение с выгнутыми стеблями, с маленькими, толстыми, блестящими листьями, растущими вокруг основания, в основном вдоль стеблей, располагаясь близко друг к другу. Стебли и листья голые, выстланные остроконечными зубцами разного размера. Соцветия около 4 см в диаметре, имеют от 8 до 15 жёлтых лучевых цветков вокруг центральных жёлто-коричневого диска. Почки имеют лиловый оттенок, а края листьев (или только зубцы) могут иметь фиолетовый оттенок. Покрывала, как правило, в количестве 8, 13 или 21, намного шире, чем у многих других видов крестовников; под ними до 5 прицветников, похожих по внешнему виду, но меньше половины длины. Соцветия различаются по ширине; они могут быть широкими и почти перекрывающимися или тонкими, немного скрученными.

## Распространение и местообитание
Senecio fremontii произрастает в западной части Северной Америки в Скалистых горах и во всех штатах к западу от гор за исключением Аризоны (Британская Колумбия, Альберта, Вашингтон, Орегон, Айдахо, Монтана, Вайоминг, Калифорния, Невада, Юта, Колорадо и Нью-Мексико). Распространённый низкорослый вид, что отражает сложные условия, в которых вид обитает: это в основном каменистые склоны и валунные поля на больших высотах, хотя он может образовывать большие, эффектные, округлые группы, содержащие множество десятков цветочных головок. Существует четыре разновидности (blitoides, unepectatus, occidentalis и fremontii) с различными ареалами, различающимися по высоте, длине покрывала и характеристикам листьев.